# Pluskwiaki Belgii
Pancerzowce Belgii – ogół taksonów owadów z rzędu pluskwiaków (Hemiptera), których występowanie stwierdzono na terytorium Belgii.

## Piewiki(Auchenorrhyncha)

### Cykadokształtne(Cicadomorpha)

#### Krasankowate(Cercopidae)
W Belgii stwierdzono:
- Cercopis vulnerata – krasanka natrawka
- Haematoloma dorsata

#### Pienikowate(Aphrophoridae)
W Belgii stwierdzono:
- Aphrophora alni – pienik olchowiec
- Aphrophora corticea – pienik szpilkowiec
- Aphrophora major
- Aphrophora pectoralis
- Aphrophora salicina
- Lepyronia coleoptrata
- Neophilaenus campestris
- Neophilaenus lineatus
- Neophilaenus minor
- Neophilaenus pallidus
- Philaenus spumarius – pienik ślinianka

#### Skoczkowate, bezrąbkowate (Cicadellidae)
W Belgii stwierdzono co najmniej 288 gatunków.

#### Ulopidae
W Belgii stwierdzono 1 gatunek:
- Ulopa reticulata

#### Zgarbkowate(Membracidae)
W Belgii stwierdzono 2 gatunki:
- Centrotus cornutus – zgarb rogaty
- Gargara genistae – zgarb ostrożyca

### Fulgorokształtne(Fulgoromorpha)

#### Cybelowate(Tettigometridae)
W Belgii stwierdzono 1 gatunek:
- Tettigometra leucophaea – cybela lnowiec

#### Ocikowate(Caliscelidae)
W Belgii stwierdzono 2 gatunki:
- Ommatidiotus concinnus
- Ommatidiotus dissimilis

#### Owoszczowate(Issidae)
W Belgii stwierdzono 2 gatunki:
- Issus coleoptratus – owoszcza brązowa
- Issus muscaeformis

#### Szrońcowate(Cixiidae)
W Belgii stwierdzono:
- Cixius cunicularius
- Cixius distinguendus
- Cixius nervosus – szroniec leśny
- Cixius similis
- Cixius simplex
- Cixius stigmaticus
- Myndus musivus
- Pentastiridius leporinus
- Tachycixius pilosus

#### Szydlakowate(Delphacidae)
W Belgii stwierdzono co najmniej 76 gatunków.

## Pluskwiaki różnoskrzydłe(Heteroptera)

### Cimicomorpha

#### Dziubałkowate(Anthocoridae)
W Belgii stwierdzono co najmniej 35 gatunków:

- Acompocoris alpinus
- Acompocoris pygmeus – dzióbaczek żółtoskrzydły
- Amphiareus obscuriceps
- Anthocoris amplicollis
- Anthocoris bulteri
- Anthocoris confusus
- Anthocoris gallarumulmi
- Anthocoris limbatus
- Anthocoris minki
- Anthocoris nemoralis – dziubałek nadrzewny
- Anthocoris nemorum – dziubałek gajowy
- Anthocoris pilosus
- Anthocoris sarothamni
- Anthocoris simulans
- Anthocoris visci
- Brachysteles parvicornis
- Buchananiella continua
- Cardiastethus fasciiventris
- Dufouriellus ater
- Elatophilus nigricornis
- Lyctocoris campestris
- Orius horvathi
- Orius laticollis
- Orius majusculus
- Orius minutus – trzycik mały
- Orius niger – dziubałeczek czarny
- Orius vicinus
- Scoloposcelis pulchella
- Temnostethus gracilis – cięciel plamorogi
- Temnostethus pusillus
- Temnostethus tibialis
- Xylocoridea brevipennis
- Xylocoris cursitans
- Xylocoris formicetorum
- Xylocoris galactinus

#### Microphysidae
W Belgii stwierdzono:
- Loricula bipunctata
- Loricula elegantula
- Loricula pselaphiformis
- Myrmedobia coleoptrata
- Myrmedobia exilis

#### Pluskwowate(Cimicidae)
W Belgii stwierdzono:
- Cimex columbarius
- Cimex lectularius – pluskwa domowa
- Oecianus hirundinis

#### Prześwietlikowate(Tingidae)
W Belgii stwierdzono co najmniej 39 gatunków:

- Acalypta brunnea
- Acalypta carinata – jatlica zbieżnożebra
- Acalypta gracilis
- Acalypta marginata
- Acalypta musci
- Acalypta parvula
- Acalypta platycheila
- Agramma laetum
- Campylosteira verna
- Catoplatus fabricii
- Catoplatus hovarthi
- Copium clavicorne
- Copium teucrii
- Corythucha ciliata – prześwietlik platanowy
- Derephysia foliacea – szklarzyk nabluszczek
- Derephysia sinuatocollis
- Dictyla convergens
- Dictyla echii – prześwietlik wargowiec
- Dictyla humuli – prześwietlik bladoplecy
- Dictyonota fuliginosa
- Dictyonota strichnocera
- Galeatus maculatus
- Galeatus spinifrons
- Kalama tricornis
- Lasiacantha capucina
- Oncochila simplex
- Physatocheila confinis
- Physatocheila costata
- Physatocheila dumetorum
- Physatocheila smreczynskii
- Stephanitis oberti – prześwietlik borówkowiec
- Stephanitis pyri – prześwietlik sadowiec
- Stephanitis rhododendri – prześwietlik różanecznikowiec
- Stephanitis takeyai – prześwietlik piersiowiec
- Tingis ampliata
- Tingis cardui – prześwietlik ostowiec
- Tingis crispata
- Tingis pilosa
- Tingis reticulata

#### Tasznikowate(Miridae)
W Belgii stwierdzono co najmniej 235 gatunków.

#### Zajadkowate(Reduviidae)
W Belgii stwierdzono:
- Coranus subapterus
- Coranus woodwardi
- Empicoris culiciformis
- Empicoris rubromaculatus
- Empicoris vagabundus
- Phymata crassipes
- Pygolampis bidentata
- Reduvius personatus – zajadek domowy
- Rhynocoris annulatus
- Rhynocoris erythropus
- Rhinocoris iracundus – srogoń baldaszkowiec

#### Zażartkowate(Nabidae)
W Belgii stwierdzono:
- Himacerus apterus – zażartka drzewna
- Himacerus boops
- Himacerus major
- Himacerus mirmicoides – zażartka mrówkowata
- Nabis brevis – zażartka ciemnobroda
- Nabis ericetorum
- Nabis ferus – zażartka pospolita
- Nabis flavomarginatus – zażartka dwupasa
- Nabis limbatus – zażartka jajowata
- Nabis lineatus – zażartka tarczak
- Nabis pseudoferus – zażartka skąpowłosa
- Nabis rugosus – zażartka podtrawna
- Prostemma guttula

### Dipsocoromorpha

#### Ceratocombidae
W Belgii stwierdzono 1 gatunek:
- Ceratocombus coleoptratus

#### Dipsocoridae
W Belgii stwierdzono 1 gatunek:
- Cryptostemma alienum

### Leptopodomorpha

#### Leptopodidae
W Belgii stwierdzono 1 gatunek:
- Leptopus marmoratus

#### Nabrzeżkowate(Saldidae)
W Belgii stwierdzono:

- Chartoscirta cincta
- Chartoscirta cocksii
- Chiloxanthus pilosus
- Halosalda lateralis
- Macrosaldula scotica
- Salda littoralis
- Salda muelleri
- Saldula arenicola
- Saldula c-album
- Saldula melanoscela
- Saldula opacula
- Saldula orthochila
- Saldula pallipes
- Saldula palustris
- Saldula pilosella
- Saldula saltatoria

### Pentatomomorpha

#### Aphelocheiridae
W Belgii stwierdzono:
- Aphelocheirus aestivalis

#### Artheneidae
W Belgii stwierdzono:
- Chilacis typhae
- Holcocranum saturejae

#### Blissidae
W Belgii stwierdzono:
- Ischnodemus sabuleti

#### Błyszczykowate(Thyreocoridae)
W Belgii stwierdzono:
- Thyreocoris scarabaeoides – błyszczyk żukowaty

#### Brudźcowate(Rhyparochromidae)
W Belgii stwierdzono:

- Acompus rufipes
- Aellopus atratus
- Aphanus rolandri
- Beosus maritimus
- Drymus brunneus – lesiec zmienny
- Drymus latus
- Drymus pilicornis
- Drymus pumilio
- Drymus ryeii
- Drymus sylvaticus
- Emblethis denticollis – kilczyk zęboszyj
- Emblethis griseus
- Emblethis verbasci
- Eremocoris abietis – opuszczel dwuzębny
- Eremocoris fenestratus
- Eremocoris plebejus – opuszczel brunatnik
- Eremocoris podagricus – opuszczel jednozębny
- Gastrodes abietum – barczel świerkowy
- Gastrodes grossipes – barczel sosnowy
- Gonianotus marginepunctatus
- Graptopeltus lynceus – sępień rombowiec
- Ischnocoris angustulus
- Ischnocoris hemipterus
- Lamproplax picea
- Lasiosomus enervis
- Ligyrocoris sylvestris
- Macrodema microptera
- Megalonotus antennatus
- Megalonotus chiragra – strzeszyk czernik
- Megalonotus dilatatus – strzeszyk rudogoleń
- Megalonotus emarginatus
- Megalonotus hirsutus
- Megalonotus praetextatus
- Megalonotus sabulicola
- Pachybrachius fracticollis
- Pachybrachius luridus
- Panaorus adspersus
- Peritrechus convivus
- Peritrechus geniculatus
- Peritrechus lundii
- Peritrechus nubilus – przewężeń obieżeń
- Pionosomus varius – zdrobiał włochaty
- Plinthisus brevipennis
- Plinthisus pusillus
- Pterotmetus staphyliniformis – porajek zwinny
- Raglius alboacuminatus – urzel jabłonowiec
- Rhyparochromus phoeniceus
- Rhyparochromus pini – brudziec sosnowy
- Rhyparochromus vulgaris – brudziec zwyczajny
- Scolopostethus affinis – drzazguń dwuguzek
- Scolopostethus decoratus
- Scolopostethus grandis
- Scolopostethus pictus – drzazguń skrzydlacz
- Scolopostethus pilosus
- Scolopostethus puberulus
- Scolopostethus thomsoni – drzazguń krótkolotek
- Sphragisticus nebulosus – oszczecik łaciak
- Stygnocoris fuligineus – zaskalnik długogłowy
- Stygnocoris rusticus
- Stygnocoris sabulosus
- Taphropeltus andrei
- Taphropeltus contractus
- Taphropeltus hamulatus
- Trapezonotus anorus
- Trapezonotus arenarius – grojnik sucholub
- Trapezonotus desertus – grojnik ciemny
- Trapezonotus dispar – grojnik dwuparek
- Tropistethus holosericeus
- Xanthochilus quadratus

#### Kowalowate(Pyrrhocoridae)
W Belgii stwierdzono:
- Pyrrhocoris apterus – kowal bezskrzydły

#### Korowcowate(Aradidae)
W Belgii stwierdzono:
- Aneurus avenius – obłazik podkorowy
- Aneurus laevis
- Aradus betulae – korowiec brzozowy
- Aradus cinnamomeus – korowiec sosnowy
- Aradus corticalis
- Aradus depressus – korowiec płaski
- Aradus signaticornis
- Aradus versicolor

#### Oxycarenidae
W Belgii stwierdzono:
- Macroplax preyssleri
- Metopoplax ditomoides
- Metopoplax fuscinervis
- Microplax albofasciata
- Oxycarenus modestus

#### Pawężowate(Plataspidae)
W Belgii stwierdzono:
- Coptosoma scutellatum – pawęża

#### Płaszczyńcowate(Piesmatidae)
W Belgii stwierdzono:
- Parapiesma quadratum – płaszczyniec burakowy
- Piesma capitatum
- Piesma maculatum – płaszczyniec komosiak

#### Puklicowate(Acanthosomatidae)
W Belgii stwierdzono:
- Acanthosoma haemorrhoidale – puklica rudnica
- Cyphostethus tristriatus – jarzmiec
- Elasmostethus interstinctus – puklica rynniec
- Elasmostethus minor
- Elasmucha ferrugata – knieżyca porzeczkówka
- Elasmucha grisea – knieżyca szara
- Elasmucha fieberi – knieżyca brzozówka

#### Sienikowate(Heterogasteridae)
W Belgii stwierdzono:
- Heterogaster artemisiae
- Heterogaster cathariae
- Heterogaster urticae – sienik pokrzywnik
- Platyplax salviae – płyciec szałwiowy

#### Smukleńcowate(Berytidae)
W Belgii stwierdzono:
- Berytinus clavipes
- Berytinus crassipes
- Berytinus hirticornis
- Berytinus minor – nibugar mniejszy
- Berytinus montivagus
- Berytinus signoreti
- Gampsocoris punctipes
- Metatropis rufescens
- Neides tipularius – smukleniec komarowaty

#### Smyczykowate(Alydidae)
W Belgii stwierdzono:
- Alydus calcaratus – smyczyk mrówkownik

#### Stenocephalidae
W Belgii stwierdzono:
- Dicranocephalus agilis
- Dicranocephalus medius

#### Tarczówkowate(Pentatomidae)
W Belgii stwierdzono:

- Aelia acuminata – lednica zbożowa
- Aelia klugii – lednica kostrzewowa
- Arma custos – wojnica drapieżna
- Carpocoris fuscispinus – borczyniec owocowy
- Carpocoris melanocerus
- Carpocoris purpureipennis – borczyniec południowy
- Chlorochroa juniperina – selednica jałowcowa
- Chlorochroa pinicola – selednica sosnowa
- Dolycoris baccarum – plusknia jagodziak
- Dyroderes umbraculatus
- Eurydema dominulus – warzywnica jednobarwna
- Eurydema oleracea – warzywnica kapustna
- Eurydema ornata – warzywnica ozdobna
- Eurydema ventralis
- Eysarcoris aeneus – tłustosz zielarz
- Eysarcoris venustissimus
- Graphosoma italicum – strojnica włoska
- Holcostethus sphacelatus
- Holcostethus strictus
- Jalla dumosa – pojawica
- Neottiglossa leporina – nidzica żółtobrzega
- Neottiglossa pusilla – nidzica mała
- Nezara viridula
- Palomena prasina – odorek zieleniak
- Palomena viridissima – odorek jednobarwek
- Pentatoma rufipes – tarczówka rudonoga
- Picromerus bidens – zbrojec dwuzębny
- Piezodorus lituratus – ostrosz
- Pinthaeus sanguinipes – napadacz płaskonogi
- Podops inunctus
- Rhacognathus punctatus
- Rhaphigaster nebulosa
- Rubiconia intermedia – wietlica
- Sciocoris amoenus
- Sciocoris cursitans – niklik brzuchopasek
- Sciocoris homalonotus
- Sciocoris microphthalmus
- Stagonomus amoenus – oczatnica półksiężycowata
- Stagonomus bipunctatus – oczatnica dwuplama
- Troilus luridus – zawadzik leśniczek
- Zicrona caerulea – porembica stalnica

#### Wtykowate(Coreidae)
W Belgii stwierdzono:
- Arenocoris fallenii
- Arenocoris waltlii
- Bathysolen nubilus
- Ceraleptus gracilicornis – wtyk haczykowiec
- Ceraleptus lividus – wtyk kudłorożek
- Coreus marginatus – wtyk straszyk
- Coriomeris denticulatus – wtyk drobnokolec
- Coriomeris scabricornis
- Enoplops scapha
- Gonocerus acuteangulatus
- Gonocerus juniperi – wtyk jałowcowiec
- Leptoglossus occidentalis – wtyk amerykański
- Nemocoris fallenii
- Spathocera dalmanii
- Spathocera laticornis
- Syromastus rhombeus – straszyk łąkowy

#### Wyłupieniowate(Geocoridae)
W Belgii stwierdzono:
- Geocoris ater – wyłupień czarny
- Geocoris grylloides – wyłupień świerszczowaty
- Geocoris megacephalus

#### Wysysowate(Rhopalidae)
W Belgii stwierdzono:
- Brachycarenus tigrinus
- Chorosoma schillingii – wysmuklinka trawna
- Corizus hyoscyami – glinik lulkarz
- Myrmus miriformis
- Lirohyssus hyalinus
- Rhopalus consperesus
- Rhopalus maculatus
- Rhopalus parumpunctatus
- Rhopalus subrufus – byliniak rudawy
- Stictopleurus abutilon
- Stictopleurus crassicornis
- Stictopleurus punctatonervosus

#### Wzdęcielowate(Cymidae)
W Belgii stwierdzono:
- Cymus aurescens
- Cymus claviculus – wzdęciel owalnik
- Cymus glandicolor – wzdęciel turzycowy
- Cymus melanocephalus – wzdęciel szuwarowy

#### Ziemikowate(Cydnidae)
W Belgii stwierdzono:
- Adomerus biguttatus – błyszcz dwuplamek
- Byrsinus flavicornis
- Canthophorus dubius
- Cydnus aterrimus
- Geotomus elongatus
- Geotomus punctulatus
- Legnotus limbosus
- Legnotus picipes
- Microporus nigrita – ziemik włochatobrzuchy
- Ochetostethus nanus
- Sehirus luctuosus – ziemik spiżowy
- Sehirus morio
- Tritomegas bicolor – siedliszek dwubarwny
- Tritomegas sexmaculatus – siedliszek sześcioplamy

#### Zwińcowate(Lygaeidae)
W Belgii stwierdzono:
- Arocatus longiceps
- Arocatus roeselii
- Horvathiolus superbus
- Kleidocerys resedae – dziobik brzozowiec
- Lygaeus equestris – zwiniec rycerzyk
- Melanocoryphus albomaculatus
- Nysius ericae – szarysz wrzosowiec
- Nysius graminicola
- Nysius helveticus
- Nysius huttoni
- Nysius senecionis
- Nysius thymi – szarysz macierzankowiec
- Orsillus depressus
- Ortholomus punctipennis – włochacz łupień
- Spilostethus saxatilis – zwiniec okrajkowy
- Tropidothorax leucopterus

#### Żółwinkowate(Scutelleridae)
W Belgii stwierdzono:
- Eurygaster austriaca – żółwinek austriacki
- Eurygaster maura – żółwinek zbożowy
- Eurygaster testudinaria – żółwinek żółwik
- Odontoscelis fuliginosa – tamurek wybredny
- Odontoscelis lineola
- Odontotarsus purpureolineatus

### Pluskwiaki półwodne(Gerromorpha)

#### Błotnicowate(Hebridae)
W Belgii stwierdzono:
- Hebrus pusillus – błotnica przybrzeżna
- Hebrus ruficeps

#### Nartnikowate(Gerridae)
W Belgii stwierdzono:
- Aquarius najas
- Aquarius paludum
- Gerris argentatus
- Gerris gibbifer – nartnik powierzchniowiec
- Gerris lacustris – nartnik duży
- Gerris lateralis
- Gerris odontogaster
- Gerris thoracicus
- Limnoporus rufoscutellatus

#### Plesicowate(Veliidae)
W Belgii stwierdzono:
- Microvelia buenoi
- Microvelia pygmaea
- Microvelia reticulata – plesiczka drobna
- Velia caprai – plesica klinowata
- Velia saulii

#### Poślizgowate(Hydrometridae)
W Belgii stwierdzono:
- Hydrometra gracilenta
- Hydrometra stagnorum – poślizg wysmukły

#### Wodziarkowate(Mesoveliidae)
W Belgii stwierdzono:
- Mesovelia furcata – wodziarka

### Pluskwiaki wodne właściwe(Nepomorpha)

#### Pianówkowate(Pleidae)
W Belgii stwierdzono:
- Plea minutissima

#### Pluskolcowate(Notonectidae)
W Belgii stwierdzono:
- Notonecta glauca – pluskolec pospolity
- Notonecta lutea
- Notonecta maculata
- Notonecta obliqua
- Notonecta reuteri
- Notonecta viridis

#### Płoszczycowate(Nepidae)
W Belgii stwierdzono:
- Nepa cinerea – płoszczyca szara
- Ranatra linearis – topielnica

#### Wioślakowate(Corixidae)
W Belgii stwierdzono:

- Arctocorisa germari
- Callicorixa praeusta
- Corixa affinis
- Corixa dentipes
- Corixa panzeri
- Corixa punctata – wioślak punktowany
- Cymatia bonsdorffii
- Cymatia coleoptrata
- Cymatia rogenhoferi
- Glaenocorisa propinqua
- Hesperocorixa castanea
- Hesperocorixa linnaei
- Hesperocorixa moesta
- Hesperocorixa sahlbergi
- Micronecta griseola
- Micronecta minutissima
- Micronecta poweri
- Micronecta scholtzi
- Paracorixa concinna
- Sigara distincta
- Sigara dorsalis
- Sigara falleni
- Sigara fossarum
- Sigara hellensii
- Sigara iactans
- Sigara lateralis
- Sigara limitata
- Sigara longipalis
- Sigara nigrolineata
- Sigara scotti
- Sigara selecta
- Sigara semistriata
- Sigara stagnalis
- Sigara striata

#### Żyrytwowate(Naucoridae)
W Belgii stwierdzono:
- Ilyocoris cimicoides
- Naucoris maculatus

## Piersiodziobe(Sternorrhyncha)

### Mączliki(Aleyrodomorpha)

#### Mączlikowate(Aleyrodidae)
W Belgii stwierdzono:
- Aleurochiton aceris
- Aleurochiton pseudoplatani
- Aleuroclava similis
- Aleyrodes lonicerae
- Aleyrodes protella
- Asterobemisia carpini
- Dialeurodes chittendeni
- Pealius azaleae
- Pealius quercus
- Siphoninus phillyreae
- Tetralicia ericae
- Trialeurodes ericae
- Trialeurodes vaporariorum

### Czerwce(Coccinea)

#### Eriococcidae
W Belgii stwierdzono:
- Acanthococcus aceris
- Acanthococcus devoniensis
- Acanthococcus greeni
- Acanthococcus inermis
- Acanthococcus insignis
- Gossyparia spuria
- Pseudochermes fraxini

#### Gwiazdoszowate(Asterolecaniidae)
W Belgii stwierdzono:
- Asterodiaspis variolosa

#### Kermesowate(Kermesidae)
W Belgii stwierdzono:
- Kermes quercus
- Kermes roboris

#### Korowinowcowate(Matsucoccidae)
W Belgii stwierdzono:
- Matsucoccus matsumurae

#### Misecznikowate(Coccidae)
W Belgii stwierdzono:
- Eriopeltis festucae
- Eriopeltis lichtensteini
- Eulecanium ciliatum
- Eulecanium tiliae
- Lecanopsis formicarum
- Lichtensia viburni
- Palaeolecanium bituberculatum
- Parthenolecanium corni
- Parthenolecanium fletcheri
- Parthenolecanium pomeranicum
- Parthenolecanium rufulum
- Phyllostroma myrtilli
- Physokermes hemicryphus
- Physokermes piceae
- Pulvinaria floccifera
- Pulvinaria hydrangeae
- Pulvinaria regalis
- Pulvinaria vitis

#### Szczelinczykowate(Cryptococcidae)
W Belgii stwierdzono:
- Cryptococcus fagisuga

#### Tarcznikowate(Diaspididae)
W Belgii stwierdzono:
- Carulaspis juniperi
- Carulaspis visci
- Chionaspis salicis
- Diaspidiotus bavaricus
- Diaspidiotus gigas
- Diaspidiotus marani
- Diaspidiotus ostraeaformis
- Diaspidiotus perniciosus
- Diaspidiotus pyri
- Diaspidiotus zonatus
- Dynaspidiotus abietis
- Epidiaspis leperii
- Lepidosaphes ulmi
- Leucaspis pini
- Pseudaulacaspis pentagona

#### Czerwcowate(Margarodidae)
W Belgii stwierdzono:
- Porphyrophora polonica
- Steingelia gorodetskia

#### Wełnowcowate(Pseudococcidae)
W Belgii stwierdzono:

- Atrococcus paludinus
- Euripersia tomlini
- Heterococcus nudus
- Peliococcus calluneti
- Phenacoccus aceris
- Phenacoccus hordei
- Phenacoccus sphagni
- Rhizoecus albidus
- Rhodania occulta
- Trionymus aberrans
- Trionymus newsteadi
- Trionymus perrisii
- Trionymus radicum
- Trionymus subterraneus
- Trionymus tomlini

#### Zabielicowate(Ortheziidae)
W Belgii stwierdzono:
- Newsteadia floccosa
- Orthezia urticae
- Ortheziola vejdovskyi